# Janusz Jędrzejewicz
Janusz Jędrzejewicz (Pohrebysche, Imperio Ruso, 21 de junio de 1885 - Londres, Reino Unido, 16 de marzo de 1951) fue un político, soldado y profesor polaco, una de las principales figuras políticas del movimiento Sanacja y primer ministro de Polonia entre 1933 y 1934.

## Biografía
Janusz Jędrzejewicz se unió al Partido Socialista Polaco de Józef Piłsudski en 1904. Después del estallido de la Primera Guerra Mundial, se unió a las Legiones Polacas y a la Organización Militar Polaca. En 1918 se unió al ejército polaco y sirvió como ayudante de Piłsudski. En 1919 fue trasladado a la Sección II en la sede del Frente Lituano-Bielorruso, trabajando dentro de la Inteligencia militar.
Después de la guerra polaco-soviética, en 1923 Jędrzejewicz se unió a la política. Fue elegido diputado al Sejm (del que fue miembro entre 1928 y 1935) y más adelante senador. Entre 1930 y 1935 fue vicepresidente del Bloque No Partidista de Cooperación con el Gobierno (BBWR). Desde el 12 de agosto de 1931 hasta el 22 de febrero de 1934 ejerció como ministro de educación. Introdujo una reforma del sistema educativo de Polonia que fue nombrada "Reforma Jędrzejewicz". Desde el 10 de mayo de 1933 hasta el 13 de mayo de 1934, fue primer ministro de Polonia.
En 1926 fundó la revista mensual Wiedza i Życie. En 1929 organizó un sindicato de profesores, llamado Zrąb, y otras sociedades educativas, incluida la Academia Polaca de Literatura. También fue coautor de la Constitución polaca de 1935. Después de la muerte de Piłsudski ese mismo año, se opuso al Campamento de la Unidad Nacional (OZN, Ozon) y abandonó el ala derecha del movimiento Sanacja, retirándose definitivamente de la vida política.
Después de la invasión soviética de 1939, huyó a Rumanía y más tarde llegó a Londres a través de Palestina. En 1948 fue elegido para ser cabeza de la Liga Niepodległości Polski, un partido político polaco en el exilio. Murió en 1951.
Era un hermano de Wacław Jędrzejewicz y se casó con Cezaria Baudouin de Courtenay Ehrenkreutz Jędrzejewiczowa, pionera de la etnografía en Polonia.

## Condecoraciones
- Cruz de plata de la Orden Virtuti Militari
- Cruz y Medalla Independencia
- Dos Cruces del Valor
- Orden Polonia Restituta
- Orden de la Cruz del Águila, 1ª clase (Estonia, 1938)